# Banco de Alimentos (Asturias)
La Fundación Banco de Alimentos de Asturias es una institución benéfica nacida en el Lugones (Siero) en año 1997. 

## Historia
Está gestionada por personas voluntarias y su objetivo primordial es la lucha contra el despilfarro de alimentos y, en general, contra la falta de recursos mínimos necesarios para tener una vida digna. Para ello, se constituyó un banco de alimentos para conseguir y aprovechar los alimentos excedentarios con intención de hacerlos llegar a entidades sin ánimo de lucro para que lo repartan entre las personas que lo necesitan en Asturias. A finales de 2011 atendía a unas 16.000 personas en toda la región y durante ese año repartió dos millones de kilos de alimentos a 140 entidades colaboradoras en la distribución de los alimentos.
A lo largo del año 2021 repartió 1.800 toneladas de alimentos que beneficiaron a 18.000 personas, a través de las 154 entidades colaboradoras.
El centro neurálgico del banco de alimentos se encuentra en una nave situada Morcín, cedida por Caja Rural. Además hay dos pequeños locales en Gijón y en Mercasturias, que abren unos días determinados. Trabajan setenta voluntarios que se van turnado a lo largo de la semana. Los productos que llegan con fecha de consumo próxima se distribuyen de manera inmediata. Diariamente se entregan alimentos. Anualmente, a finales de noviembre, se organiza la Gran recogida del Banco de Alimentos.

## Premios
- Medalla del Principado de Asturias (2022).[4]